# 巴德穆爾 (佛羅里達州)
巴德穆爾（英語：Bardmoor）是位於美國佛羅里達州皮尼拉斯縣的一個人口普查指定地區。

## 地理
巴德穆爾的座標為27°51′21″N 82°45′11″W / 27.85583°N 82.75306°W，而該地最高點為海拔高度5米（即15英尺）。

## 人口
根據2010年美國人口普查的數據，巴德穆爾的面積為5.90平方千米，當中陸地面積為5.70平方千米，而水域面積為0.20平方千米。當地共有人口9732人，而人口密度為每平方千米1,649人。